# Nymphalis roederi
Nymphalis roederi är en fjärilsart som beskrevs av Standfuss 1896. Nymphalis roederi ingår i släktet Nymphalis och familjen praktfjärilar. Inga underarter finns listade i Catalogue of Life.